# پوسیدگی کپکی آبی
پوسیدگی کپکی آبی نوعی فساد میوه و سبزی است که عامل آن پنی‌سلیوم دیگیتاتوم (به انگلیسی: penicillium digitatum) و برخی دیگر از انواع پنی‌سلیوم هستند. رنگ سبز مایل به آبی هاگ‌های این کپک‌ها وجه تسمیه این نوع پوسیدگی است.